# 大下敢
大下 敢（おおした いさむ、1990年1月9日 - ）は、日本のプロレスラー。神奈川県横浜市出身。身長173cm、体重85kg。

## 経歴
- 2014年8月6日、夏の上野公園プロレス祭りの第3試合の河上隆一戦でデビュー。

- 8月13日後楽園大会にて自力初勝利（相手は関札皓太）。

- 2015年5月31日、大森達男と共に家庭の事情により退団。

## 得意技
腕ひしぎ十字固め
ドロップキック